# François Broussais

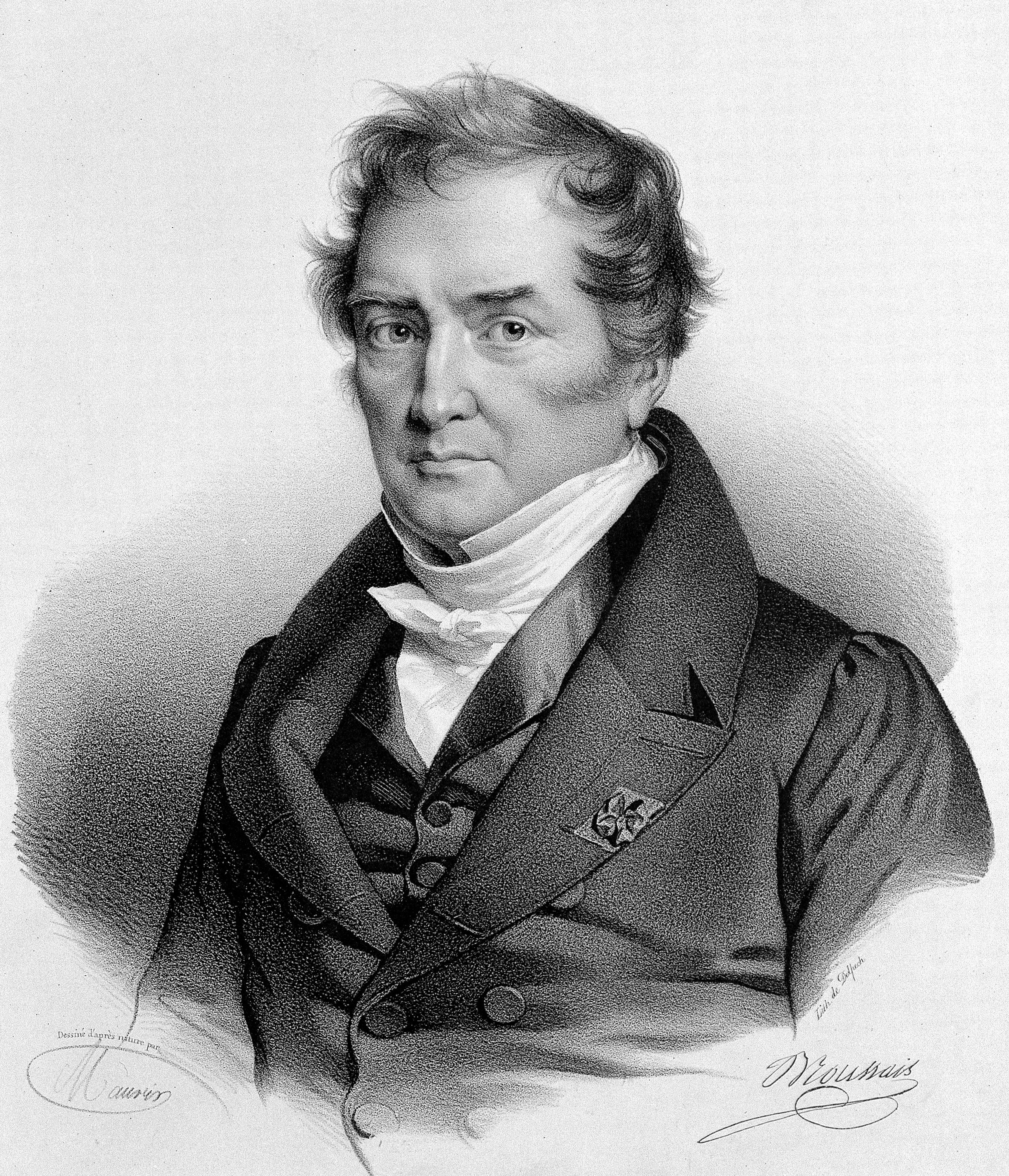
François Broussais, um 1817

François Joseph Victor Broussais (* 17. Dezember 1772 in St. Malo; † 17. November 1838 in Vitry-sur-Seine) war ein französischer Mediziner. Er vertrat die Pariser klinische Schule der Medizin.

## Leben
François Broussais war der Sohn eines Arztes und erhielt bei diesem und am Collège in Dinan Medizin-Unterricht. Er war zwei Jahre Soldat in der französischen republikanischen Armee, nahm aus Gesundheitsgründen seinen Abschied, setzte dann seine chirurgische Ausbildung am Militärkrankenhaus von St. Malo sowie in Brest fort und wurde Chirurg bei der Kriegsmarine. Im Jahr 1799 ging er zum Medizinstudium nach Paris, wo er 1803 in Medizin promoviert wurde. Danach war er Militärarzt in der Armee in den Niederlanden, in Belgien, 1805 in Austerlitz und nach Zwischenaufenthalt in Paris in den Jahren 1808 bis 1814 bei der Armee in Spanien. Im Jahr 1814 wurde er Lehrer am Armeehospital Val-de-Grâce, wo seine Vorlesungen und neue Lehren vom Stimulus große Hörerschaften anzogen. 1820 wurde er dort Professor. Er war ab 1831 Professor für Allgemeine Pathologie und Therapie in Paris. Später fanden seine Vorlesungen über Phrenologie große Resonanz. Neben Philippe Pinel und Marie Francois Xavier Bichat zählt er zu den Vertretern der Pariser klinischen Schule der Medizin.
Nach Broussais System der „Physiologischen Medizin“ (französisch doctrine physiologique) beruhen sämtliche Krankheitsformen auf Entzündung, und die höheren Grade derselben erregen auf sympathischem Wege Irritationen anderer Organe; so entstehe das Fieber. Und den meisten fieberhaften Erkrankungen liege, Bichats Lehre von der Gastroentérite folgend, eine Gastroenteritis zugrunde. Zur Therapie dienten die Diät und vor allem der Blutentzug, der durch Aderlass und durch den Einsatz von Blutegeln in der Bauchregion praktiziert wurde.
Angeregt durch Broussais und seine Schüler erlangte die Behandlung mit Blutegeln in Frankreich in der ersten Hälfte des 19. Jahrhunderts eine besondere Verbreitung. 1824 ließ Broussais zur Anwendung vor allem bei Typhus abdominalis oder Cholera zunächst 100.000 Blutegel importieren, 1827 waren es 33 Millionen und 1828 25 Millionen. Broussais’ Zeitgenosse Christoph Wilhelm Hufeland, ein Vertreter des die antike Humoralpathologie ablösenden Vitalismus, bezeichnete den Blutentzug als „Vampirismus“. Zwischen 1828 und 1832 wurden in Frankreich jährlich 15 bis 16 Millionen Blutegel verbraucht, gegenüber 6 bis 7 Millionen in England. Die Nachfrage nach Blutegeln konnte bald nicht mehr gedeckt werden und so wurden Vorrichtungen entwickelt, mit denen die Aktion der Blutegel nachgeahmt werden konnte.
Broussais Gegenspieler war der Diagnostiker und Systematiker René Laënnec (1781–1826). Die von Broussais bei Malaria empfohlene antiphlogistische Therapie wurde von dem in Ajaccio, Algier und Bona tätigen Militärarzt Maillot in den 1830er Jahren als wirkungslos erkannt und durch eine Chinin-Behandlung ersetzt.

## Werke
- Recherches sur la fièvre hectique, considérée comme dépendante d’une lésion d’action des différents systèmes, sans vice organique. Méquinon l’aîné, Paris 1803; gallica.bnf.fr
- Histoire des phlegmasies ou inflammations chroniques, fondée sur de nouvelles observations de clinique et d’anatomie pathologique. Paris 1808 (4. Auflage: Gabon, Paris 1826. Band  I; archive.org – Band II: archive.org – Band III: archive.org).
- Examen de la doctrine médicale généralement adoptée et des systèmes modernes de nosologie, dans lequel on détermine, par les faits et par le raisonnement, leur influence sur le traitement et sur la terminaison des maladies; suivi d’un Plan d’études fondé sur l’anatomie et la physiologie, pour parvenir à̀ la connaissance du siège et des symptômes des affections pathologiques, et à la thérapeutique la plus rationnelle. Gabon, Paris 1816 gallica.bnf.fr
- Examen des doctrines médicales et des systèmes de nosologie: précédé de propositions renfermant la substance de la médecine physiologique. Méquignon-Marvais, Paris 1821 (3. Ausgabe 1829–1834 hathitrust.org)
- Traité de physiologie appliquée à la pathologie. Delaunay, Paris. Band I, 1822: parisdescartes.fr – Band II, 1823: parisdescartes.fr
- Traité de physiologie pathologique. 1825.
- De l’irritation et de la folie, ouvrage dans lequel les rapports du physique et du moral sont établis sur les bases de la médecine physiologique, précédé d’un aperçu sur l’aliénation mentale depuis Pinel jusqu’à Broussais. Librairie Polymathique, Bruxelles 1828 (Digitalisat)
- Le Choléra-morbus épidémique observé et traité selon la Méthode physiologique. 2. Auflage. Delaunay, Paris 1832; gallica.bnf.fr
- L’association du physique et du moral. 1834.
- Cours de phrénologie. Baillière, Paris 1836 gallica.bnf.fr